# Johann Jakob Breitinger
Johann Jakob Breitinger (Zurigo, 17 marzo 1701 – Zurigo, 14 dicembre 1776) è stato un letterato svizzero.

## Biografo
Figlio di Franz Caspar, segretario del Consiglio segreto del duca del Württemberg, e di Verena Schobinger, frequentò il Collegium humanitatis e il Carolinum di Zurigo, ottenendo nel 1720 l'abilitazione all'insegnamento della teologia. Quello stesso anno conobbe Johann Jakob Bodmer, fondando con lui nel 1721, a imitazione del settimanale inglese di Joseph Addison The Spectator, i Discourse der Mahlern ("Discorsi dei pittori") e poi la Società dei pittori e la Società elvetica di storia. 
Il suo orientamento venne manifestato con ancora maggiore chiarezza nel trattato intitolato Von dem Einfluss und dem Gebrauche der Einbildungskraft ("Dell'influsso e dell'uso della fantasia") del 1722 nel quale si evidenziò una notevole influenza dei teorici inglesi sull'entusiasmo letterario ed etico.
Stampò numerose opere, tra cui la Bibbia dei Settanta nel 1732, le liriche di Martin Opitz e il Codice di Manesse. Nel 1731 insegnò lingua ebraica nel Collegium humanitatis e nel Carolinum; dal 1740 logica e retorica e dal 1745 fu professore di greco al Carolinum. 
Nei suoi studi di estetica si pose in contrapposizione con la Scuola classicista di Johann Christoph Gottsched, privilegiando in letteratura i valori del meraviglioso e del fantastico.
Le sue opere fondamentali, quali la Kritische Dichtkunst ("Poetica critica") del 1740 e la ''Kritische Abbandlung von der Natur, den Absichten und dem Gebrauch der Gleichnisse ("Saggio critico sulla natura, le intenzioni e l'uso delle immagini") sempre dello stesso anno, riavvicinarono Breitinger a Gottsched, visto che il succo di questi due trattati fu l'accettazione della regola dell'imitazione della natura oltre a quella della verosimiglianza artistica, a scapito della fantasia creativa.
Si occupò anche di pedagogia fondando nel 1768 la Società ascetica per il perfezionamento nella formazione dei futuri pastori.

## Opere
- Critische Abhandlung von der Natur, den Absichten und dem Gebrauche der Gleichnisse (Saggio critico sulla natura, lo scopo e l'uso delle parabole), 1740
- Critische Dichtkunst (Poetica critica), 1740